# UNIX/32V
UNIX/32Vは、UNIXオペレーティングシステム黎明期に開発されたバリエーションのひとつ。ベル研究所から1979年6月にリリースされた。

## 解説
32Vは、PDP-11用Version 7 UnixがDECのVAXアーキテクチャへと直接移植されたものである。
UNIX/32Vはページング方式による仮想記憶を使わず、Version 7が元々備えていたスワッピング機能のみの状態でリリースされた。
仮想記憶システムが、Franz Lispをサポートするために、カリフォルニア大学バークレー校のビル・ジョイらによって 実装された。このバージョンが3BSDとして1979年にリリースされた。
上述のものとは独立した仮想記憶の実装がAT&TのUNIXサポート部門でも行われ、1982年にUNIX System IIIとしてリリースされた。
これら2つのシステムの後継者（4BSDとUNIX System V）の人気のおかげで、UNIX/32Vはほとんど全てのUNIXシステムの先祖となった。